# Aleksander Groinin

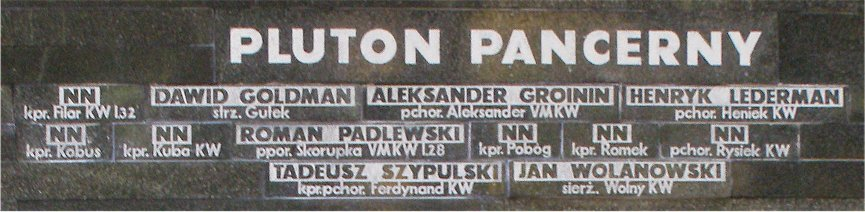
Na Powązkach Wojskowych – fragment ściany z nazwiskami poległych z plutonu pancernego

Aleksander Groinin ps. „Aleksander” (ur. ?, zm. 19 września 1944 w Warszawie) – podchorąży, uczestnik powstania warszawskiego jako żołnierz plutonu pancernego „Wacek” 2. kompanii „Rudy” batalionu „Zośka” Zgrupowania „Radosław” Armii Krajowej.
W powstaniu warszawskim uczestniczył w walkach swojego oddziału na Woli i Starym Mieście.
Zginął 19 września 1944 podczas walk powstańczych w rejonie ul. Solec na Czerniakowie.
Został odznaczony Orderem Virtuti Militari i Krzyżem Walecznych. Na Powązkach Wojskowych znajduje się jego symboliczna mogiła.